# Реджиналд Хил
Реджиналд Хил (на английски: Reginald Hill) е английски писател на бестселъри в жанра трилър. Писал е под псевдонимите Патрик Рюел (на английски: Patrick Ruell), Дик Морланд (Dick Morland) и Чарлз Ъндърхил (Charles Underhill).

## Биография и творчество
Реджиналд Чарлз Хил е роден на 3 април 1936 г. в Уест Хартлипул, графство Дърам, Англия, в семейството на Реджиналд и Изабел Хил. Баща му играе професионален футбол за местния отбор. Когато е на 3 години, семейството му се премества в Къмбрия. Майка му е запалена читателка на криминални романи и му предава любовта си към тях. Завършва езикова гимназия „Карлисъл“ и мечтае да стане писател.
Служи в армията в периода 1955-1957 г. в Граничния полк в Гьотинген, Германия. В периода 1957-1960 г. учи в колежа „Сейнт Катрин“ на Оксфордския университет и завършва с отличие бакалавърска степен по английска литература. На 30 август 1960 г. се жени за Патриша Рюел. Нямат деца.
След дипломирането си работи като учител в продължение на много години, първоначално в Есекс, а след това като старши преподавател в колеж за обучение на учители в колежа „Донкастър“ през 1960-те и 70-те години.
Заедно с работата си опитва да пише романи. През 1970 г. е издаден първият му криминален роман „A Clubbable Woman“ от известната му поредица „Далзийл и Паскоу“. Анди Далзийл и Питьр Паскоу са антиподи в един перфектен екип от съвременни ченгета. Далзийл е шеф на провинциално следствено управление, който в работата се ръководи от принципа „кръв, пот и честно бачкане", а главен инспектор Паскоу е умен и чувствителен джентълмен, който проявява бързина и точност в теорията и технологията на разследване. В периода 1996-2007 г. поредицата е екранизирана от Би Би Си в едноименния сериал с участието на Уорън Кларк, Колин Бюканън и Дейвид Ройл.
Освен поредицата „Далзийл и Паскоу“ пише много отделни трилъри, поредицата „Джо Сикссмит“, както и редица разкази. Публикува под собственото си име и под псевдоними, като основният от тях е Патрик Рюел. През 1980 г. напуска работата си и се посвещава на писателската си кариера.
През 1995 г. е удостоен с наградата „Диамантен кинжал“ за цялостно творчество от Асоциацията на писателите на криминални романи.
Реджиналд Хил умира от рак на мозъка на 12 януари 2012 г. в Равенглас, Къмбрия, Англия.

## Произведения

### Като Реджиналд Хил

#### Самостоятелни романи
- Fell of Dark (1971)
- A Fairly Dangerous Thing (1972)
- A Very Good Hater (1974)
- Heart Clock (1974) – като Дик Морланд, издадена и като „Matlock's System“
- Another Death in Venice (1976)
- Albion! Albion! (1976) – като Дик Морланд, издадена и като „Singleton's Law“
- Captain Fantom (1978) – като Чарлз Ъндърхил
- The Forging of Fantom (1979) – като Чарлз Ъндърхил
- The Spy's Wife (1980)
- Who Guards a Prince? (1982)
- Traitor's Blood (1983)
- Guardians of the Prince (1983)
- No Man's Land (1985)
- The Collaborators (1987)
- The Stranger House (2005)
- The Woodcutter (2010)

#### Серия „Далзийл и Паскоу“ (Dalziel and Pascoe)
1. A Clubbable Woman (1970)
2. An Advancement of Learning (1971)
3. Ruling Passion (1973)
4. An April Shroud (1975)
5. A Pinch of Snuff (1978)
6. A Killing Kindness (1980)
7. Deadheads (1983)
8. Exit Lines (1984)
9. Child's Play (1987)
10. Under World (1988)
11. Bones and Silence (1990) – награда „Златен кинжал“
Кости и тишина, изд.: ИК „Компас“, Варна (1993), прев. Людмила Левкова
12. One Small Step (1990)
13. Recalled to Life (1992)
14. Pictures of Perfection (1994)
15. The Wood Beyond (1996)
16. Asking For The Moon (1995)
17. On Beulah Height (1998)
18. Arms and the Women (1999)
19. Dialogues Of The Dead (2001)
Диалози на мъртвите, изд.: ИК „Хермес“, Пловдив (2003), прев. Огнян Алтънчев
20. Death's Jest Book (2002)
21. Good Morning, Midnight (2004)
22. Death Comes for the Fat Man (2007) – издадена и като „The Death of Dalziel“
23. A Cure for All Diseases (2008) – издадена и като „The Price of Butcher's Meat“
24. Midnight Fugue (2009)

- For Love Nor Money (2005)
- Secrets of the Dead (2005)
- The Last National Serviceman (2007)

#### Серия „Джо Сикссмит“ (Joe Sixsmith)
1. Blood Sympathy (1993)
2. Born Guilty (1995)
3. Killing the Lawyers (1997)
4. Singing the Sadness (1999)
5. The Roar of the Butterflies (2008)

#### Сборници
Pascoe's Ghost: And Other Brief Chronicles of Crime (1979)
There Are No Ghosts in the Soviet Union (1987)
Brother's Keeper (1992)

### Като Патрик Рюел

#### Самостоятелни романи
- The Castle of the Demon (1971) – издадена и като „The Turning of the Tide“
- Red Christmas (1972)
- Death Takes the Low Road (1974) – издадена и като „The Low Road“
- Urn Burial (1975) – издадена и като „Beyond the Bone“
- The Long Kill (1986)
- Death of A Dormouse (1987)
- Dream of Darkness (1989)
- The Only Game (1991)

#### Екранизации
- 1993 The Last Hit – ТВ филм по романа „The Long Kill“
- 1994 A Pinch of Snuff – ТВ филм по романа
- 1996 Dalziel and Pascoe – 1 епизод, по романа „An April Shroud“
- 1999–2007 Dalziel and Pascoe – ТВ сериал по поредицата